# Okoboji
Okoboji és una població dels Estats Units a l'estat d'Iowa. Segons el cens del 2000 tenia 820 habitants.

## Demografia
Segons el cens del 2000, Okoboji tenia 820 habitants, 427 habitatges, i 240 famílies. La densitat de població era de 177,9 habitants/km².
Dels 427 habitatges en un 16,2% hi vivien nens de menys de 18 anys, en un 50,6% hi vivien parelles casades, en un 3,5% dones solteres, i en un 43,6% no eren unitats familiars. En el 38,6% dels habitatges hi vivien persones soles el 17,1% de les quals corresponia a persones de 65 anys o més que vivien soles. El nombre mitjà de persones vivint en cada habitatge era d'1,92 i el nombre mitjà de persones que vivien en cada família era de 2,5.
Per edats la població es repartia de la següent manera: un 14,3% tenia menys de 18 anys, un 7,2% entre 18 i 24, un 20,9% entre 25 i 44, un 30% de 45 a 60 i un 27,7% 65 anys o més.
L'edat mediana era de 49 anys. Per cada 100 dones de 18 o més anys hi havia 100,9 homes.
La renda mediana per habitatge era de 37.500 $ i la renda mediana per família de 54.659 $. Els homes tenien una renda mediana de 32.500 $ mentre que les dones 24.018 $. La renda per capita de la població era de 29.297 $. Entorn del 2,6% de les famílies i el 5,3% de la població estaven per davall del llindar de pobresa.

## Poblacions més properes
El següent diagrama mostra les poblacions més properes.